# 多帶南鰍
多帶南鰍（學名：Schistura polytaenia）為輻鰭魚綱鯉形目條鰍科南鰍屬的其中一種。分布於亞洲中國雲南省薩爾溫江流域，體長可達6.6公分，棲息在河川底層水域，生活習性不明。

## 扩展阅读
維基物種上的相關：多帶南鰍